# Groene lijn (metro van Washington)

Washington Metro plan

De Green Line (vertaald: groene lijn) is de jongste van de vijf lijnen van de Washington Metro en werd op 11 mei 1991 geopend. De lijn bevat 21 stations van Branch Avenue tot Greenbelt en loopt door Prince George's County, Maryland en het District of Columbia.
Vier stations zijn gemeenschappelijk met de Gele lijn, twee met de Rode lijn en één met de Blauwe lijn en de Oranje lijn.
Er zijn 19 treinstellen nodig om de lijn op maximumcapaciteit (piekuur) te bedienen